# アマンダ・リー
アマンダ・リー（李蕙敏、英名：Amanda Lee Wai Man、1970年10月4日 - ）は、香港生まれの歌手、女優である。スター・エンターテインメント／ロック・イン・ミュージック所属。1999年から2007年にかけては、李恵敏の芸名で活動していた。

## 音楽作品

### アルバム
- 1994年：『Debut』
- 1995年：『横浜別恋』、『秘密』
- 1996年：『我為我生存』、『其実』
- 1997年：『請你不要哭』、『我是女主角』
- 1998年：『一次...又一次』、『擺脱』
- 1999年：『在屋頂唱歌』
- 2000年：『伴你飛』

### EP
- 1997年：『公主復仇記』

### コンサートアルバム
- 1999年：『拉闊音楽会』

### ベストアルバム
- 1997年：『愛恨交纏 新曲+精選17首』
- 1998年：『李蕙敏偏偏精選II 18首』、『李蕙敏終極精選18首』
- 2001年：『李蕙敏真経典』
- 2007年：『Love Passion 新曲+精選』

### シングルCD
- 1997年：『打掃（愛情珍蔵版）』、『請你不要哭（シングルCD）』
- 1999年：『懂得（シングルCD）』、『在屋頂唱歌（宣伝版）』
- 2001年：『慾望之城（シングルCD、MD）』

### シングル
- 1995年：『風采依然』、『風采』、『河水彎又彎』
- 1998年：『大話情人 (劇場版)』
- 2001年：『假使這分鐘』、『謝絶恋愛』

## 出演作品

### 映画

#### 1991年
- 不漫畫奇侠（ゲスト）
- 我愛扭紋柴

#### 1994年
- 霓紅光管高高掛 女子公寓（ゲスト）

#### 1995年
- 不道徳的礼物
- 香江花月夜（ゲスト）

#### 1996年
- 電視故事
- 四個32A的女孩
- 香蕉倶楽部
- 飛虎雄心 傲氣比天高
- 上海グランド

#### 1997年
- ラッキー・ファミリー
- 愛情Amoeba
- 高度戒備
- 陰陽路2 我在你左右

#### 1998年
- 歌って恋して
- 反斗神偷（声の出演）
- 非常警察
- 9413
- 陰陽路5之一見發財

#### 1999年
- 流星雨
- 陰陽路 凶周刊
- 鬼請你睇戯

#### 2000年
- 陰陽路7 撞到正
- 撞鬼你之血光之災
- 縁份有Take2（ゲスト）
- 跑馬地的月光（ゲスト）
- 烹屍之喪盡天良

#### 2001年
- 月満抱西環
- 浪漫春情
- 老友記茶餐庁

#### 2002年
- 現代灰姑娘
- 風流家族
- 絶密檔案 迷失世界
- 當男人変成女人
- 9個女仔1隻鬼
- 黒道風雲
- 35米厘兇心人

#### 2003年
- 星夢情真
- 給他們一個機会
- 無冕皇帝
- 阿龍的故事
- 非典人生
- 我的野蠻男友
- 賭俠 人定勝天
- 聊齋誌異 陰陽判官

#### 2004年
- 子夜冰封
- 浪漫春情
- 硐桉羲硐桉敕
- 不死廃人
- 両個爸爸一個家

#### 2006年
- 半醉人間

#### 2007年
- 嚦咕嚦咕對對碰
- 校墓處

### テレビドラマ

#### 1997年
- 妙手仁心（ゲスト）

### その他の番組

#### 2001年
- 星光伴我行